# 1980 en architecture
| Années de l'architecture : 1977 - 1978 - 1979 - 1980 - 1981 - 1982 - 1983    |
| Décennies de l'architecture : 1950 - 1960 - 1970 - 1980 - 1990 - 2000 - 2010 |

Cet article présente les faits marquants de l'année 1980 en architecture.

## Réalisations
- Oscar Niemeyer réalise le siège du Parti communiste français à Paris 19e.
- Chapelle Thorncrown, Eureka Springs (États-Unis), par E. Fay Jones

## Récompenses
- Grand prix national de l'architecture : Paul Chemetov.
- Prix Pritzker : Luis Barragan.

## Décès
- 1er janvier : Ernest Cormier (° 5 décembre 1885).
- 14 février : Victor Gruen (° 18 juillet 1903).